# Alfa Mensae
Alfa Mensae (α Mensae, α Men, Alf Men) je nejjasnější hvězda v souhvězdí Tabulové hory. Se zdánlivou hvězdnou velikostí 5,09 je ze všech hvězd, které jsou nejjasnější ve svém souhvězdí, nejméně jasná. Vzhledem k deklinaci asi -74,75° ji nelze spatřit severně od 15° s.š.
Vesmírné dalekohledy Kepler a TESS objevily u této hvězdy oscilace ve světelné křivce a na základě údajů byl detekován průvodce (označen α Men B) primární hvězdy.
Alfa Mensae se nachází 33 světelných let od Slunce a má poměrně velký vlastní pohyb po obloze. Ke Slunci se již nejvíce přiblížila, když se k němu zhruba před 2505 000 lety přiblížila na vzdálenost 10 světelných let.
Primární hvězda (α Men A) patří do spektrální třídy G7V, což znamená, že se jedná o hvězdu hlavní posloupnosti typu G, která vyrábí energii slučováním vodíku na helium ve svém jádře. Je to žlutý trpaslík o něco chladnější než Slunce, má 96,4 % hmotnosti, 96 % poloměru a 81 % [[svítivosti]] Slunce. Efektivní teplota hvězdné atmosféry je 5 569 K a ve srovnání se Sluncem má o něco vyšší (129 %) podíl jiných prvků než vodíku a helia - což astronomové nazývají metalicita hvězdy. Odhadované stáří této hvězdy je 6,2 miliardy let a rotuje poměrně pomalou předpokládanou rychlostí rotace 0,6 km/s.
Průvodce (α Men B) je červený trpaslík, který se nachází v úhlové vzdálenosti 3,05 úhlových vteřin, což odpovídá vzdálenosti zhruba 30 AU. Průvodce má hmotnost jen 16,9 % hmotnosti Slunce a je plně konvektivní.